# Eristalinus suavissimus
Eristalinus suavissimus là một loài ruồi trong họ Ruồi giả ong (Syrphidae). Loài này được Walker mô tả khoa học đầu tiên năm 1858. Eristalinus suavissimus phân bố ở miền Australasia